# Giacomo Caliri

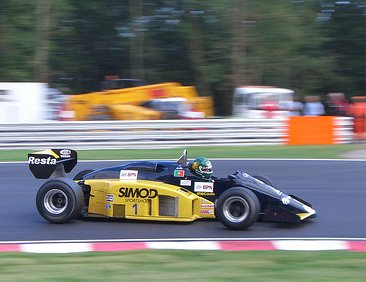
Minardi M185 (1985)

Giacomo Caliri (* 5. Oktober 1940 in Catania) ist ein ehemaliger italienischer Konstrukteur von Rennwagen und Aerodynamiker, der viele Jahre im internationalen Motorsport engagiert war.

## Leben
Giacomo Caliri studierte am Polytechnikum Turin Maschinenbau und promovierte 1966. Drei Jahre später war der Aerodynamiker bereits Direktor der entsprechenden Abteilung bei der Scuderia Ferrari. Caliri konstruierte den Ferrari 312PB und war bis zum Ende seiner Tätigkeit bei Ferrari auch für das Design der Formel-1-Rennwagen mitverantwortlich. Nach dem Rücktritt von Peter Schetty als Rennleiter Ende 1972 war er bei der Scuderia kurzzeitig auch in dieser Funktion tätig. 1976 verließ Caliri Ferrari und eröffnete in Modena ein eigenes Designstudio namens FLY, das sich vor allem auf die Konstruktion von Rennwagen konzentrierte. Sein Unternehmen arbeitete für Autodelta und konstruierte den Fittipaldi F5A für die Fittipaldi Automotive von Emerson und Wilson Fittipaldi sowie den ATS D2 für den deutschen Formel-1-Rennstall ATS.
1980 wurde er Miteigentümer bei Minardi und war als Chefdesigner für den ersten Formel-1-Minardi, den M185, verantwortlich. 1989 verkaufte er seine Firmenanteile und kehrte 1997 nach Engagements bei Forti Corse und Maserati zu Ferrari zurück, wo er bis 2002 blieb. Seit 2004 ist er im internationalen Motorsport als Berater tätig.